# Centro científico estatal ruso de robótica y cibernética técnica

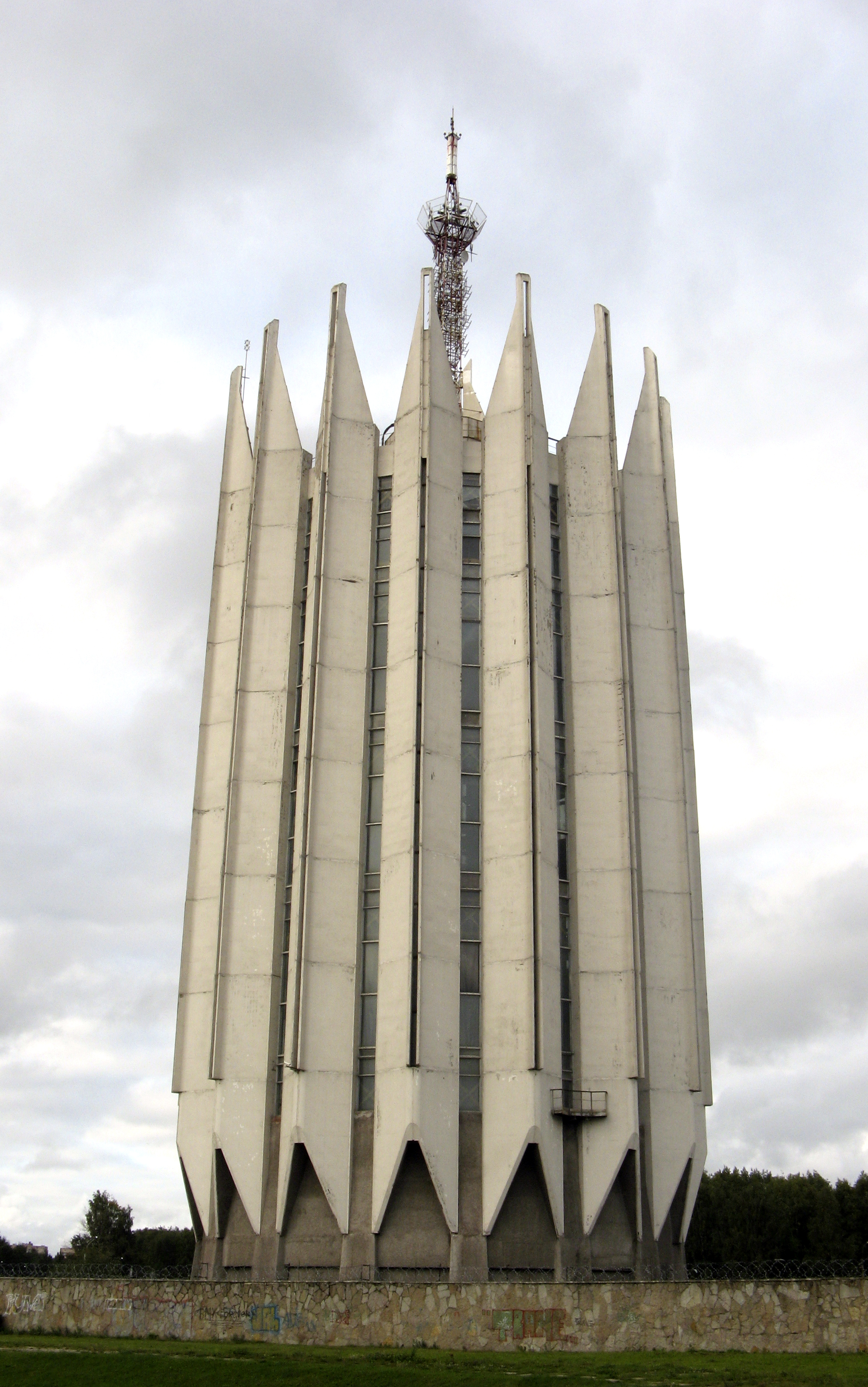
La torre laboratorio del instituto de investigación central del RTC

El centro científico estatal ruso para la robótica y cibernética técnica (Russian State Scientific Center for Robotics and Technical Cybernetics, RTC; en ruso: ЦНИИ робототехники и технической кибернетики) es uno de los institutos de investigación principales en Rusia. Localizado en San Petersburgo, es especializa en software y desarrollo de hardware en robótica y cibernética técnica.
La agencia de diseño especial para la cibernética técnica se formó en la Universidad Politécnica de San Petersburgo Pedro el Grande el 29 de enero de 1968. En junio de 1981 la agencia se transformó en el RTC, esa organización participó en el desarrollo del sistema de control de aterrizaje suave para la aeronave Soyuz y la sonda robótica Luna 16. Entre 1986 y 1987 el instituto creó robots móviles para el reconocimiento de radiación y la liquidación de las consecuencias del accidente de Chernóbil. A principios de la década de 1990 el instituto participó en el desarrollo del manipulador para el Transbordador Buran.